# Thai League 2 – 2018
Die Thai League 2 2018 war die insgesamt 21. Saison der zweiten Liga Thailands und die zweite Saison der neugeschaffenen zweiten Liga.
Die Liga wird aus Sponsorengründen auch M-150 Championship genannt.
Die Saison startete mit 15 Mannschaften am 9. Februar und endete am 29. September 2018.

## Mannschaften
| Mannschaft          | Standort       | Stadion                                                  | Kapazitaet | Bemerkungen     |
| ------------------- | -------------- | -------------------------------------------------------- | ---------- | --------------- |
| Angthong FC         | Angthong       | Ang Thong Province Stadium                               | 6.000      |                 |
| Army United         | Bangkok        | Royal Thai Army Stadium                                  | 20.000     | Thai League ▼   |
| Chiangmai FC        | Chiangmai      | 700th Anniversary Stadium                                | 25.000     |                 |
| Kasetsart FC        | Bangkok        | TOT Stadium Chaeng Watthana                              | 5.000      |                 |
| Krabi FC            | Krabi          | Krabi Provincial Stadium                                 | 6.000      |                 |
| Khon Kaen FC        | Khon Kaen      | Khon Kaen Provincial Administrative Organization Stadium | 7.000      | Thai League 3 ▲ |
| Lampang FC          | Lampang        | Lampang Province Stadium                                 | 5.500      |                 |
| Nongbua Pitchaya FC | Nongbua Lamphu | Nong Bua Lamphu Province Stadium                         | 4.500      |                 |
| PTT Rayong FC       | Rayong         | PTT Stadium                                              | 20.000     |                 |
| Rayong FC           | Rayong         | Rayong Province Stadium                                  | 7.500      |                 |
| Samut Sakhon FC     | Samut Sakhon   | Samut Sakhon Province Stadium                            | 3.500      | Thai League 3 ▲ |
| Sisaket FC          | Sisaket        | Sri Nakhon Lamduan Stadium                               | 10.000     | Thai League ▼   |
| Thai Honda FC       | Bangkok        | 72nd Anniversary Stadium (Min Buri)                      | 10.000     | Thai League ▼   |
| Trat FC             | Trat           | Trat Province Stadium                                    | 6.000      |                 |
| Udon Thani FC       | Udon Thani     | Institute of Physical Education Udon Thani Stadium       | 3.500      | Thai League 3 ▲ |

## Ausländische Spieler
| Mannschaft          | Spieler 1                 | Spieler 2            | Spieler 3        | Spieler 4         | Spieler 5        | Ehemalige Spieler                |
| ------------------- | ------------------------- | -------------------- | ---------------- | ----------------- | ---------------- | -------------------------------- |
| Angthong FC         | Aung Kyaw Naing           | Prince Amponsah      | Issac Honey      | Gorka Unda        | Kazuki Murakami  | Ndriqim Halili                   |
| Army United         | Diego Lima                | Erivelto             | Rodrigo Frauches | Anmar Almubaraki  | Hassan Sunny     |                                  |
| Chiangmai FC        | Lenny                     | Seo Dong-hyeon       | Luis Verdini     | Soares            |                  | Cristian Alex Mustafa Azadzoy    |
| Kasetsart FC        | Kayne Vincent             | Danilo               | Kim Hyo-jin      | Boubacar Koné     |                  | Diego Yūsei Ogasawara            |
| Khon Kaen FC        | Renan Marques             | Marc Landry Babo     | Darko Tasevski   | Kim Sung-hyun     | Yanto Basna      | David Bala                       |
| Krabi FC            | Kesley Alves              | Ivan Vuković         | Kim Gwi-hyeon    | Victor Amaro      | Koné Seydou      | Matías Jadue Ryohei Maeda        |
| Lampang FC          | Faysal Shayesteh          | Pedro Paulo          | Tiago Chulapa    | Melvin de Leeuw   |                  | Kai Hirano                       |
| Nongbua Pitchaya FC | Harrison                  | Yūsei Ogasawara      | Ramon            | Goran Jerković    | Izwan Mahbud     | Gabriel Davis Kim Ji-hun         |
| PTT Rayong FC       | Josimar                   | Jung Hoon            | Dennis Murillo   | Wellington Bruno  | Ryuji Utomo      | João Paulo Gōshi Ōkubo           |
| Rayong FC           | Andre Araújo              | Thiago Santos        | Pascal Millien   | Seiya Sugishita   |                  | Kim Doo-won                      |
| Samut Sakhon FC     | Pedro Henrique            | Adefolarin Durosinmi | Henri Jöel       | Kengo Ishii       | Kaung Sett Naing | Valci Júnior Kouassi Yao Hermann |
| Sisaket FC          | Soukaphone Vongchiengkham | Žarko Korać          | Almir            | Cristiano         | Kim Seong-sik    | Igor Carioca                     |
| Thai Honda FC       | Valdo                     | Leo                  | Kento Nagasaki   | Michitaka Akimoto |                  | Wágner de Andrade Borges         |
| Trat FC             | Milan Bubalo              | Tardeli Reis         | Yuki Bamba       | Hiromichi Katano  |                  | Maranhão                         |
| Udon Thani FC       | Gabriel Davis             | Shō Shimoji          | Florent Obama    | Miloš Stojanović  | Baihakki Khaizan | Milan Bubalo Kim Jae-sung        |

## Ausrüster / Sponsoren
| Team                | Ausrüster   | Sponsor                       |
| ------------------- | ----------- | ----------------------------- |
| Angthong FC         | Warrix      | M Wrap                        |
| Army United         | Eigenmarke  | Chang                         |
| Chiangmai FC        | Versus      | Leo                           |
| Kasetsart FC        | Grand Sport | Tanaosree Traditional Chicken |
| Krabi FC            | Versus      | Bangkok Airways               |
| Khon Kaen FC        | Grand Sport | Leo                           |
| Lampang FC          | Deffo       | Bangkok Airways               |
| Nongbua Pitchaya FC | Warrix      | Duro                          |
| PTT Rayong FC       | Sakka Sport | PTT Group                     |
| Rayong FC           | Versus      | Gulf                          |
| Samut Sakhon FC     | Versus      | Thai Union                    |
| Sisaket FC          | Warrix      | Muang Thai Life Assurance     |
| Thai Honda FC       | Kela        | Honda                         |
| Trat FC             | Ego Sport   | CP                            |
| Udon Thani FC       | Versus      | Leo/Bang Chiang Hotel         |

## Tabelle
| Pl. | Verein              | Sp. | S  | U  | N  | Tore    | Diff. | Punkte |
| --- | ------------------- | --- | -- | -- | -- | ------- | ----- | ------ |
| 1.  | PTT Rayong FC       | 28  | 17 | 5  | 6  | 054:320 | +22   | 56     |
| 2.  | Trat FC             | 28  | 15 | 9  | 4  | 051:320 | +19   | 54     |
| 3.  | Chiangmai FC        | 28  | 13 | 11 | 4  | 045:310 | +14   | 50     |
| 4.  | Khon Kaen FC        | 28  | 14 | 7  | 7  | 052:300 | +22   | 49     |
| 5.  | Nongbua Pitchaya FC | 28  | 12 | 9  | 7  | 032:250 | +7    | 45     |
| 6.  | Samut Sakhon FC     | 28  | 8  | 10 | 10 | 034:460 | −12   | 34     |
| 7.  | Udon Thani FC       | 28  | 9  | 7  | 12 | 033:350 | −2    | 34     |
| 8.  | Army United         | 28  | 7  | 13 | 8  | 038:410 | −3    | 34     |
| 9.  | Lampang FC          | 28  | 8  | 10 | 10 | 032:350 | −3    | 34     |
| 10. | Sisaket FC          | 28  | 8  | 10 | 10 | 029:320 | −3    | 34     |
| 11. | Rayong FC           | 28  | 8  | 9  | 11 | 032:350 | −3    | 33     |
| 12. | Thai Honda FC       | 28  | 8  | 8  | 12 | 032:390 | −7    | 32     |
| 13. | Kasetsart FC        | 28  | 8  | 4  | 16 | 034:490 | −15   | 28     |
| 14. | Krabi FC            | 28  | 7  | 5  | 16 | 034:490 | −15   | 26     |
| 15. | Angthong FC         | 28  | 5  | 9  | 14 | 039:520 | −13   | 24     |

Zum Saisonende 2018:

## Beste Torschützen
Stand 29. September 2018
| Platz | Name                       | Mannschaft          | Tore |
| ----- | -------------------------- | ------------------- | ---- |
| 1     | Tardeli Reis               | Trat FC             | 21   |
| 2     | Issac Honey                | Angthong FC         | 17   |
| 3     | Marc Landry Babo           | Khon Kaen FC        | 16   |
| 4     | Erivelto Emiliano da Silva | Army United         | 14   |
| 4     | Dennis Murillo             | PTT Rayong FC       | 14   |
| 6     | Goran Jerković             | Nongbua Pitchaya FC | 13   |
| 7     | Soares                     | Chiangmai FC        | 11   |
| 7     | Thossaphol Yodchan         | Khon Kaen FC        | 11   |
| 7     | Melvin de Leeuw            | Lampang FC          | 11   |
| 7     | Thawin Butsombat           | Thai Honda FC       | 11   |

## Hattricks
| Spieler                | Verein              | Gegnerischer Verein | Ergebnis | Datum              |
| ---------------------- | ------------------- | ------------------- | -------- | ------------------ |
| Kayne Vincent          | Kasetsart FC        | Krabi FC            | 5 : 0    | 10. März 2018      |
| Yuki Bamba             | Trat FC             | PTT Rayong FC       | 5 : 0    | 18. März 2018      |
| Dennis Murillo         | PTT Rayong FC       | Krabi FC            | 5 : 1    | 11. April 2018     |
| Tardeli Reis           | Trat FC             | Krabi FC            | 4 : 1    | 13. Mai 2018       |
| Goran Jerković         | Nongbua Pitchaya FC | Kasetsart FC        | 4 : 0    | 27. Mai 2018       |
| Andre Araújo           | Rayong FC           | Army United         | 6 : 1    | 10. Juni 2018      |
| Issac Honey            | Angthong FC         | PTT Rayong FC       | 4 : 4    | 22. Juli 2018      |
| Tiago Chulapa          | Lampang FC          | Kasetsart FC        | 4 : 3    | 12. September 2018 |
| Kritsana Kasemkulvilai | Samut Sakhon FC     | Thai Honda FC       | 3 : 3    | 12. September 2018 |
| Kamol Phothong         | Angthong FC         | Chiangmai FC        | 5 : 6    | 12. September 2018 |
| Soares                 | Chiangmai FC        | Angthong FC         | 6 : 5    | 12. September 2018 |

## Zuschauerzahlen
| Platz | Mannschaft          | Gesamt- zuschauerzahl | Höchste Zuschauerzahl | Niedrigste Zuschauerzahl | Durchschnittliche Zuschauerzahl |
| ----- | ------------------- | --------------------- | --------------------- | ------------------------ | ------------------------------- |
| 1.    | Khon Kaen FC        | 59.647                | 6.489                 | 2.363                    | 4.261                           |
| 2.    | Udon Thani FC       | 45.962                | 9.346                 | 1.248                    | 3.283                           |
| 3.    | Nongbua Pitchaya FC | 29.155                | 3.029                 | 1.321                    | 2.083                           |
| 4.    | PTT Rayong FC       | 26.757                | 3.856                 | 933                      | 1.911                           |
| 5.    | Rayong FC           | 23.780                | 3.280                 | 414                      | 1.699                           |
| 6.    | Chiangmai FC        | 22.484                | 4.655                 | 656                      | 1.606                           |
| 7.    | Trat FC             | 19.398                | 4.092                 | 810                      | 1.385                           |
| 8.    | Samut Sakhon FC     | 17.389                | 2.578                 | 574                      | 1.242                           |
| 9.    | Lampang FC          | 15.988                | 2.346                 | 483                      | 1.142                           |
| 10.   | Angthong FC         | 12.979                | 1.437                 | 410                      | 927                             |
| 11.   | Sisaket FC          | 12.818                | 1.629                 | 521                      | 916                             |
| 12.   | Thai Honda FC       | 11.591                | 1.301                 | 593                      | 827                             |
| 13.   | Army United         | 11.163                | 1.118                 | 396                      | 797                             |
| 14.   | Kasetsart FC        | 8.962                 | 2.889                 | 289                      | 640                             |
| 15.   | Krabi FC            | 7.355                 | 989                   | 404                      | 525                             |
|       | GESAMT              | 325.428               | 9.346                 | 289                      | 1.550                           |